# Редвуд-Сити
Ре́двуд-Си́ти (англ. Redwood City) — город и окружной центр округа Сан-Матео, расположенный в штате Калифорния (США) с населением 76815 человек по статистическим данным переписи 2010 года.

## География
По данным Бюро переписи населения США Редвуд-Сити имеет общую площадь в 89,677 квадратных километров, из которых 50,297 кв. километров занимает земля и 39,38 кв. километров — вода. Площадь водных ресурсов составляет 43,91 % от всей его площади.
Город Редвуд-Сити расположен на высоте 6 метров над уровнем моря.
Редвуд Шорз (Redwood Shores) является частью Редвуд-Сити, хотя и обособленной, путь в которую лежит через Белмонт или Сан-Карлос.
Через город проходит дорога El Camino Real.

## Климат

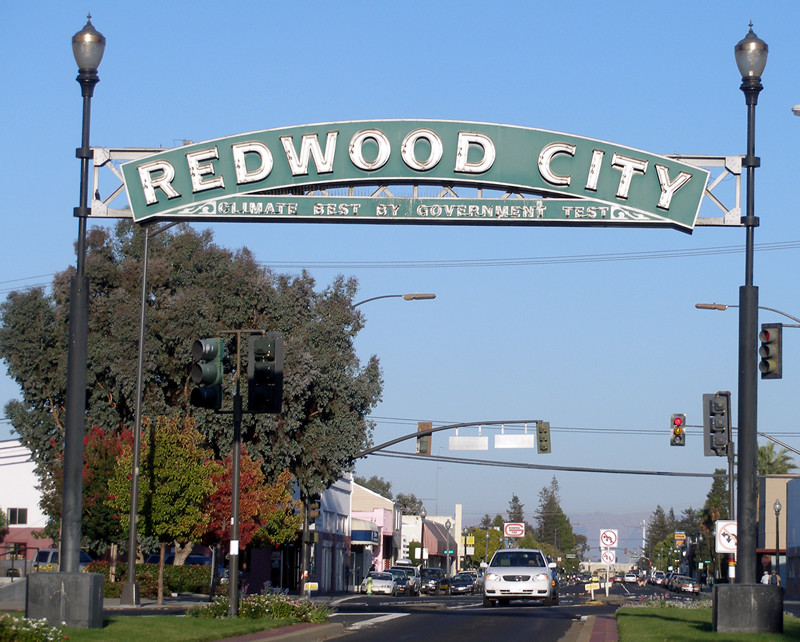
Арка над Бродвеем в восточной части города

Климат Редвуд-Сити заслуживает отдельного описания, так как жители гордятся им. Слоган или девиз города гласит «Climate Best By Government Test», что в буквальном переводе следует понимать как «Лучший климат по тестам правительства». Здесь царит мягкий средиземноморский климат с тёплым сухим летом и непродолжительной мягкой и более влажной зимой.

## Демография
| Год переписи                                       | Нас.  |       | %±     |
| -------------------------------------------------- | ----- | ----- | ------ |
| 1870                                               | 727   |       | —      |
| 1880                                               | 1383  |       | 90,2%  |
| 1890                                               | 1572  |       | 13,7%  |
| 1900                                               | 1653  |       | 5,2%   |
| 1910                                               | 2442  |       | 47,7%  |
| 1920                                               | 4020  |       | 64,6%  |
| 1930                                               | 8962  |       | 122,9% |
| 1940                                               | 12453 |       | 39%    |
| 1950                                               | 25544 |       | 105,1% |
| 1960                                               | 46290 |       | 81,2%  |
| 1970                                               | 55686 |       | 20,3%  |
| 1980                                               | 54951 |       | −1,3%  |
| 1990                                               | 66072 |       | 20,2%  |
| 2000                                               | 75402 |       | 14,1%  |
| 2010                                               | 76815 |       | 1,9%   |
| 2014                                               | 82881 | [ 5 ] | 7,9%   |
| 1870–2014 Источники: 1870-1960 1970-1990 2000 2010 |       |       |        |

По данным переписи населения 2010 года в Редвуд-Сити проживало 76 815 человек. Средняя плотность населения составляла около 1527,2 человек на один квадратный километр.
Расовый состав Редвуд-Сити по данным переписи распределился следующим образом: 46255 (60,2 %) — белых, 1881 (2,4 %) — чёрных или афроамериканцев, 511 (0,7 %) — коренных американцев, 8216 (10,7 %) — азиатов, 795 (1 %) — выходцев с тихоокеанских островов, 4190 (5,5 %) — представителей смешанных рас, 14 967 (19,5 %) — других народностей. Испаноязычные или латиноамериканцы составили 29 810 человек, 38,8 % от всех жителей.
Из 27 957 домашних хозяйств в 35,9 % — воспитывали детей в возрасте до 18 лет, 48,8 % представляли собой совместно проживающие супружеские пары, в 11,2 % семей женщины проживали без мужей, 34,7 % не имели семей. 26,5 % от общего числа семей на момент переписи жили самостоятельно, при этом 8,6 % составили одинокие пожилые люди в возрасте 65 лет и старше. Средний размер домашнего хозяйства составил 2,69 человек, а средний размер семьи — 3,26 человек.
Население по возрастному диапазону по данным переписи 2010 года распределилось следующим образом: 18 193 человека (23,7 %) — жители младше 18 лет, 5981 человек (7,8 %) — от 18 до 24 лет, 24 819 человек (32,3 %) — от 25 до 44 лет, 19 710 человек (25,7 %) — от 45 до 64 лет и 8112 человек (10,6 %) — в возрасте 65 лет и старше. Средний возраст жителей составил 36,7 года. На каждые 100 женщин в Редвуд-Сити приходилось 99,2 мужчин, при этом на каждые сто женщин 18 лет и старше приходилось 98,1 мужчин также старше 18 лет.

## Экономика
В городе сосредоточены штаб-квартиры многих известных компаний. Основанная эмигрантом из России Александром Понятовым электротехническая и радиоэлектронная компания Ampex. А также: Avangate, BigBand Networks, BroadVision, Crystal Dynamics, Electronic Arts, Informatica, iPass, Jivox, Openwave, Oracle, Shutterfly, Support.com, Evernote, i2c Inc, YuMe, iCracked. Некоторые из компаний как например The 3DO Company уже перестали существовать, но их головные офисы были именно в этом городе.
В пределах города расположен крупный морской порт.
Крупнейшие работодатели по состоянию на 2013 год:
1. Oracle — 6524
2. Electronic Arts — 1320
3. Kaiser Permanente (медицинская компания) — 817
4. Silver Spring Networks (софтверная компания) — 614
5. Госпиталь Stanford Hospital — 601
6. Pacific Data Images (цифровая обработка видео, киноиндустрия) — 553